# Дітреу
Дітреу (рум. Ditrău) — село у повіті Харгіта в Румунії. Адміністративний центр комуни Дітреу.
Село розташоване на відстані 267 км на північ від Бухареста, 54 км на північний захід від М'єркуря-Чука, 144 км на схід від Клуж-Напоки, 127 км на північ від Брашова.

## Населення
За даними перепису населення 2002 року у селі проживали 5274 особи.
Національний склад населення села:
| Національність | Кількість осіб | Відсоток |
| -------------- | -------------- | -------- |
| угорці         | 5218           | 98,9%    |
| румуни         | 54             | 1,0%     |

Рідною мовою назвали:
| Мова      | Кількість осіб | Відсоток |
| --------- | -------------- | -------- |
| угорська  | 5221           | 99,0%    |
| румунська | 51             | 1,0%     |